# كريسيدا بيل
كريسيدا بيل (بالإنجليزية: Cressida Bell)‏ هي مصممة نسيج ‏ بريطانية، ولدت في 1959.